# Гарленд (Техас)
Гарленд (англ. Garland) — місто (англ. city) в США, в окрузі Даллас на півночі штату Техас, північно-східне передмістя Далласа. Населення — 246 018 осіб (2020). Місто є 12-м за чисельністю населення у Техасі.

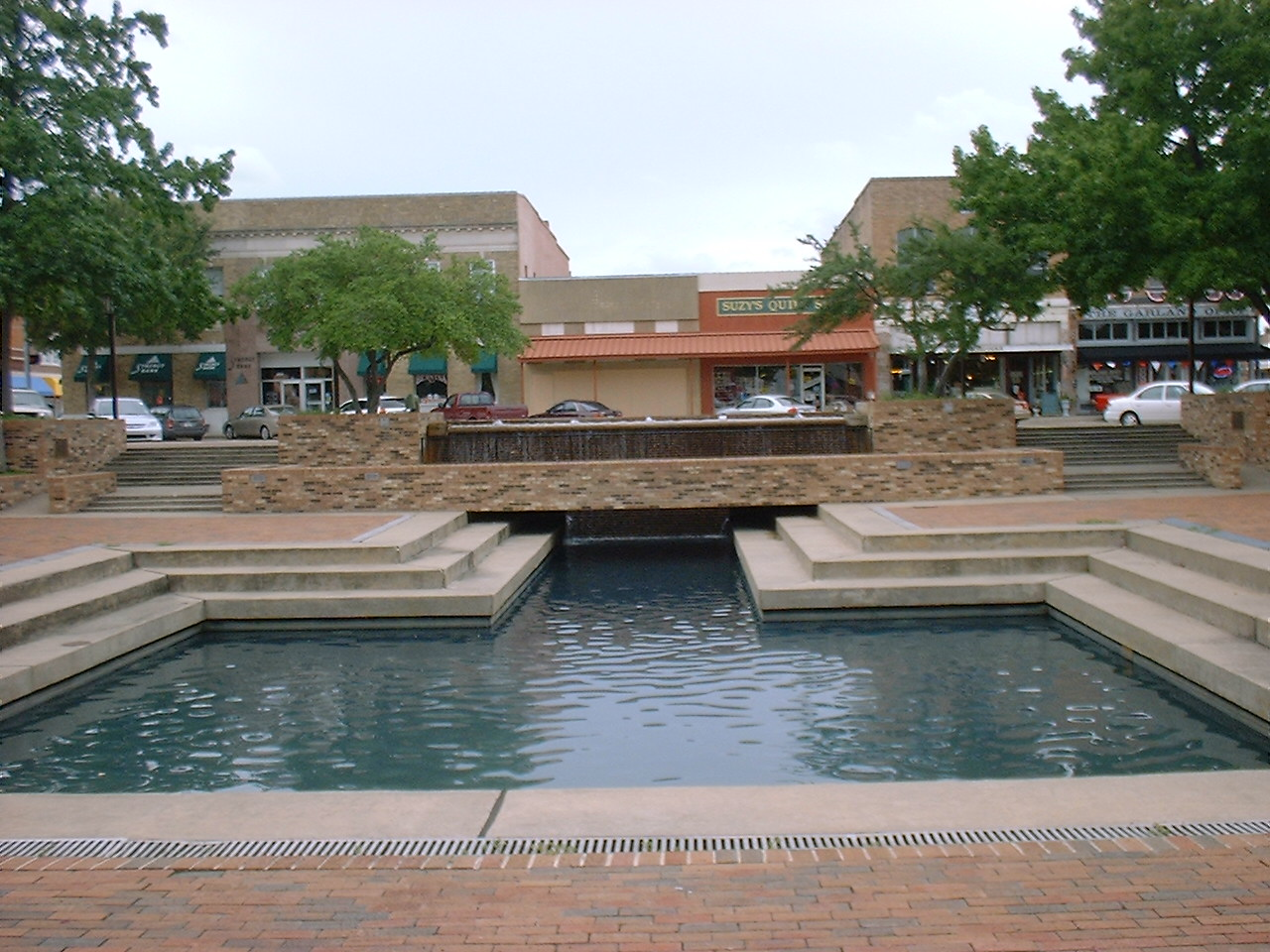
У центрі міста.

## Географія
Гарленд розташований за координатами 32°54′35″ пн. ш. 96°37′49″ зх. д. / 32.90972° пн. ш. 96.63028° зх. д. (32.909826, -96.630357).  За даними Бюро перепису населення США в 2010 році місто мало площу 148,19 км², з яких 147,85 км² — суходіл та 0,34 км² — водойми.

## Демографія
Згідно з переписом 2010 року, у місті мешкало 226 876 осіб у 75 696 домогосподарствах у складі 56 272 родин. Густота населення становила 1531 особа/км².  Було 80834 помешкання (545/км²).
Расовий склад населення:
| - 57,5 % — білих - 14,5 % — чорних або афроамериканців - 9,4 % — азіатів - 0,8 % — корінних американців - 14,4 % — осіб інших рас |

До двох чи більше рас належало 3,3 %. Частка іспаномовних становила 37,8 % від усіх жителів.
За віковим діапазоном населення розподілялося таким чином: 28,5 % — особи молодші 18 років, 62,3 % — особи у віці 18—64 років, 9,2 % — особи у віці 65 років та старші. Медіана віку мешканця становила 33,7 року. На 100 осіб жіночої статі у місті припадало 96,1 чоловіків;  на 100 жінок у віці від 18 років та старших — 92,6 чоловіків також старших 18 років.
Середній дохід на одне домашнє господарство  становив 64 412 долари США (медіана — 51 970), а середній дохід на одну сім'ю — 67 919 доларів (медіана — 55 417). Медіана доходів становила 36 159 доларів для чоловіків та 33 092 долари для жінок. За межею бідності перебувало 17,2 % осіб, у тому числі 26,5 % дітей у віці до 18 років та 7,9 % осіб у віці 65 років та старших.
Цивільне працевлаштоване населення становило 111 301 особа. Основні галузі зайнятості: освіта, охорона здоров'я та соціальна допомога — 18,4 %, виробництво — 12,5 %, науковці, спеціалісти, менеджери — 12,2 %, роздрібна торгівля — 12,0 %.

## Транспорт
Через передмістя проходить маршрут Блакитної лінії швидкісного трамваю Далласа, лінії якого обслуговують Даллас та його передмістя.

## Відомі особистості
У поселенні народився:
- Мукі Блейлок (* 1967) — американський професіональний баскетболіст.